# 格林斯泰茲
格林斯泰茲（丹麥語：Grindsted），丹麥日德蘭半島上的城鎮，比隆市鎮的行政中心。